# Садковичи
Садковичи (укр. Садковичі) — село в Бисковичской сельской общине Самборского района Львовской области Украины.
Население по переписи 2001 года составляло 627 человек. Занимает площадь 6,27 км². Почтовый индекс — 81420. Телефонный код — 3236.